# دينيس نيل
دينيس نيل (بالإنجليزية: Denis Neale)‏ هو لاعب تنس الطاولة بريطاني، ولد في 9 ديسمبر 1944 في ميدلزبرة في المملكة المتحدة.

## وصلات خارجية
- دينيس نيل على موقع منظمة تنس الطاولة العالمي (الإنجليزية)